# ヘルクレス座イプシロン星
ヘルクレス座ε星（ヘルクレスざイプシロンせい、ε Herculis、ε Her）は、ヘルクレス座の連星系である。見かけの合成等級は3.92と、肉眼でもみえる明るさである。年周視差に基づいて太陽からの距離を計算すると、約165光年である。二重線分光連星で、早くから軌道周期が細かく求められていただけでなく、主星と伴星の質量比も求められているが、それぞれの恒星の詳しい性質ははっきりしない。うしかい座λ型星ではないかとも言われるが、否定的な見方が強い。

## 分光連星
ヘルクレス座ε星の視線速度が変化していることは、リック天文台のキャンベルとカーティスが発見した。また、同時期にヤーキス天文台のアダムズは、ヘルクレス座ε星のスペクトルが、単独星のものではないことを指摘した。やがて、ドミニオン天文台のハーパーが視線速度曲線を描いて軌道要素を求めることに成功し、アレゲニー天文台のベイカー、ミネソタ大学のルイテンによって軌道要素が改良された。2つの恒星は、4.0235日周期で公転しており、離心率は0.02でほぼ円軌道をとる。

## 特徴
ベイカーは、主星と伴星のスペクトル線を分けて測定することに成功しており、ヘルクレス座ε星は、二重線分光連星に分類される。ドミニオン天文台のピートリーは、二重線のそれぞれを分析し、主星と伴星がA0型とA2型で、2星の等級差が1.5等であると導いた。ただしこれには異論もあり、スペクトルから両星の温度を見積もると、伴星もほぼ1万Kで、A2型にしては熱いので、ほぼ同じ2つの恒星からなるとする考え方もある。アプトらは、ヘルクレス座ε星をうしかい座λ型星に分類したが、それ以外にうしかい座λ型星である証拠は示されておらず、うしかい座λ型星ではないとする見方が強い。

## 重星
ヘルクレス座ε星では、分光連星とは別に、スペックル干渉法によって伴星候補が報告された。分光連星から0.2秒離れた位置で検出され、2年後には離角が1秒近くになり、重星カタログにも収録され、元々のヘルクレス座ε星がヘルクレス座ε星A、分離された伴星がヘルクレス座ε星Bとされ、分光連星の方は主星がヘルクレス座ε星Aa、伴星がヘルクレス座ε星Abとなった。しかし、その後このヘルクレス座ε星Bは検出されておらず、実在が疑われている。

## 外観・名称
ヘルクレス座ε星は、ヘルクレス座ζ星、ヘルクレス座η星、ヘルクレス座π星とともに、「要石（Keystone）」として知られるアステリズムを形成する。ヘルクレス座で2番目に明るいζ星の東に位置し、アステリズムの4つの恒星の中では最も暗くみえる。
中国ではヘルクレス座ε星は、九卿の姿を表すともいわれ訴訟を司るとされる天紀（拼音: Tiān Jì）という星官を、かんむり座ξ星、ヘルクレス座ζ星、d星、61番星、u星、HD 160054、ヘルクレス座θ星などと共に形成する。ヘルクレス座ε星自身は、天紀三（拼音: Tiān Jì sān）すなわち天紀の3番星といわれる。